# Ballenpresse (Entsorgungswirtschaft)
Eine Ballenpresse ist eine Maschine zur Verdichtung verschiedener Materialien, um diese  platzsparend transportieren oder als Wertstoff wiederverwerten zu können.

## Einsatz
Ballenpressen werden eingesetzt, um Verpackungen aus Pappe, Karton, Kunststoff, Behälter aus Kunststoff und Metall, PET-Flaschen, Folien, Produktionsreste aller Art, Schnittgut aus Aktenvernichtern, Fasermaterial wie Baumwolle, Holzwolle, Mineralfasern und andere Materialien zu verdichten. Das Volumen der Abfallmengen kann sich durch die Verdichtung um bis zu 95 % verringern. So wird aus Abfall Wertstoff: Die Stoffe werden getrennt gesammelt, verdichtet und können dem Recyclingkreislauf wieder zugeführt werden.

## Typen
Es gibt verschiedene Typen von Ballenpressen, die nach Pressrichtung, Grad der Automatisierung und Gehäuseform unterschieden werden können.
Beispiele dafür sind:
- Horizontal-Ballenpressen
  - Halbautomatische Ballenpresse
  - Vollautomatische Kanalballenpresse

- Vertikal-Ballenpressen
  - Schrankpressen
  - Mehrkammerpressen
  - Spezialpressen (Fasspresse)

### Horizontale Pressrichtung
Horizontal-Ballenpressen eignen sich besonders für sperrige und expansive Materialien. Sie verfügen über eine größere Grundfläche, haben aber eine niedrige Bauhöhe. Insbesondere der Großhandel, die Papierindustrie, Druckereien und Entsorger nutzen diesen Pressen zum Verpressen von Kartonagen, Papier, Folien usw.

#### Halbautomatik
Bei halbautomatischen Ballenpressen erfolgt die Zufuhr des Materials sowie das Umreifen der fertigen Ballen manuell.

#### Vollautomatik
Bei vollautomatischen Ballenpressen (in der Regel Kanalballenpressen) wird das Material der Presse per Förderband oder mit einem Hubwagen zugeführt und anschließend verdichtet und umreift. Vollautomatische Systeme eignen sich ausschließlich für das Verpressen von mittleren bis großen Materialmengen (ab ca. einer Tonne Materialanfall pro Stunde). Aufgrund des großen Grundflächenbedarfs sind derartige Ballenpressen unter anderem in Industrie- und Logistikunternehmen, Verteilerzentren und bei Entsorgern im Einsatz.

### Vertikale Pressrichtung
Vertikal-Ballenpressen können kleinere bis mittlere Materialmengen auf einer kompakten Stellfläche von oben nach unten verpressen. Vertikal-Ballenpressen werden häufig im Einzel- und Großhandel, Industrie und in Logistikunternehmen zum Verdichten von Kartonagen, Papier, Folien, Hartkunststoffen und PET benutzt.